# Oscar Buneman
Oscar Buneman (28 septembre 1913 - 24 janvier 1993) était un physicien britannique qui a contribué dans le domaine de la science, de l'ingénierie et des mathématiques. Buneman était un pionnier en ce qui concerne les calculs et les simulations en physique des plasmas,.

## Carrière
En 1940, après avoir terminé son doctorat, Buneman a rejoint le groupe de recherche de son directeur de thèse Douglas Hartree sur les magnétrons, afin d'aider au développement du radar pendant la Seconde Guerre mondiale. Ensemble, ils ont découvert le critère de Buneman-Hartree pour le seuil de tension du fonctionnement d'un magnétron. Après la guerre, Buneman a développé des théories et des simulations pour la dissipation des courants sans collision, appelées instabilité de Buneman, et qui sont un exemple de résistivité ou d’absorption anormale (le caractère « anormal » étant que le phénomène ne dépend pas des collisions). Buneman a également développé des méthodes de résolution d'équations elliptiques, ainsi que leurs applications. Il a également travaillé sur les transformées de Fourier rapides.

## Vie privée
Le 24 janvier 1993, Oscar Buneman est décédé à l'âge de 79 ans près de l'université Stanford. L'informaticien Peter Buneman est son fils.

## Publications
- Buneman, O., "Time reversible difference procedures". Journal of Computers Physics 1, 517 (1967).
- Buneman, O., "A compact non-iterative poisson-solver". Rapport SUIPR 294, université Stanford (1969).
- Buneman, O., "Fast numerical procedures for computer experiments on relativistic plasmas", dans "Relativistic Plasmas (The Coral Gables Conference)", Benjamin, NY, 1968.
- O. Buneman, « Subgrid resolution of flow and force fields », Journal of Computational Physics, vol. 11, no 2,‎ 1973, p. 250–268 (DOI 10.1016/0021-9991(73)90006-5)
- Buneman, O. et al., "Principles and capabilities of 3d EM particle simulations". Journal of Computational Physics. 38, 1 (1980).